# Talanty i poklonniki
Talanty i poklonniki (Таланты и поклонники) è un film del 1973 diretto da Isidor Markovič Annenskij.

## Trama
Il film racconta la drammatica storia di un'attrice che deve fare una scelta difficile.